# HMS Forth (P222)
Pour les autres navires du même nom, voir HMS Forth.
Le HMS Forth (pennant number : P222) est un patrouilleur hauturier du lot 2 de la classe River, en service actif dans la Royal Navy. Nommé d’après le fleuve Forth, il est le premier navire du lot 2 de classe River à être construit. Il a été mis en service dans la Royal Navy le 13 avril 2018, à la suite d’une cérémonie à son port d'attache HMNB Portsmouth. En janvier 2020, il a remplacé le HMS Clyde en tant que navire de patrouille des îles Malouines.

## Conception
Le 6 novembre 2013, il a été annoncé que la Royal Navy avait signé un accord de principe pour construire trois nouveaux patrouilleurs hauturiers basés sur la conception de la classe River, dérivée de la corvette de classe Amazonas, plus grande. Ils devaient être construits à un prix fixe de 348 millions de livres sterling, y compris les pièces de rechange et le soutien. En août 2014, BAE Systems a signé un contrat pour la construction des navires sur le fleuve Clyde en Écosse. Les navires, qui ont été désignés comme le lot 2 de la classe River, devaient être déployables à l’échelle mondiale et capables d’effectuer des tâches de police, telles que la lutte contre le terrorisme, la piraterie et la contrebande. En tant que premier navire du nouveau lot, le HMS Forth comprenait quelque 29 modifications et améliorations par rapport à la conception de base de la classe Amazonas.
Le découpage de l’acier pour le HMS Forth a débuté le 10 octobre 2014 au chantier naval de Govan de BAE Systems, à Glasgow. Il a été lancé en septembre 2016, flottant dans la Clyde grâce à une barge semi-submersible plutôt que de recevoir un lancement dynamique traditionnel. Après son lancement, il a été déplacé vers le bas de la Clyde pour être installé au chantier naval de Scotstoun de BAE Systems. Il a été baptisé lors d’une cérémonie à Scotstoun le 9 mars 2017. À la fin de mars 2017, il a été annoncé que l’équipage du navire HMS Tyne], du lot 1, serait transféré au HMS Forth pour le mettre en service.
Le 31 août 2017, le HMS Forth a navigué pour des essais en mer de l’industriel. Il a été rapporté en octobre 2017 que le HMS Forth avait été désigné pour remplacer le HMS Clyde en tant que navire de garde des îles Falkland.
Il a été annoncé le 25 janvier 2018 que le HMS Forth avait été accepté par le ministère de la Défense en provenance de BAE Systems et naviguerait bientôt vers la base navale de HMNB Portsmouth pour sa mise en service. Il est arrivé à Portsmouth pour la première fois le 26 février 2018.

## Engagements

### Mise en service et premiers défauts
Le HMS Forth a été mis en service dans la Royal Navy le 13 avril 2018, à la suite d’une cérémonie qui s’est déroulée à HMNB Portsmouth.
Peu après sa mise en service, certains défauts dans son système électrique ont été identifiés, et des boulons qui se détachaient ont également été découverts avec des têtes qui avaient été recollées. En juin 2018, il a été annoncé que le HMS Forth entrait en cale sèche pour d’importants travaux de rectification qui devraient prendre plus de trois mois. La Royal Navy a réactivé le HMS Tyne pour couvrir les patrouilles prévues par le HMS Forth, BAE Systems couvrant les coûts supplémentaires,. En octobre, Anderson Smith, directeur commercial de BAE Systems – Navires de guerre, a admis que des « défauts mineurs » avaient été constatés, mais a annoncé qu’ils avaient depuis été corrigés.
En juin 2019, le HMS Forth a suivi un entraînement en mer dans les eaux britanniques en vue de son premier déploiement opérationnel. Il a ensuite appareillé de Liverpool pour escorter un navire de patrouille de la marine russe qui transitait par la zone d'intérêt du Royaume-Uni. Il a ensuite effectué sa première patrouille de protection des pêches et sa première visite dans un port d’outre-mer, à Gibraltar avant, une fois de plus, d’escorter le même navire russe à travers la Manche .

### Îles Malouines
Le 13 janvier 2020, le HMS Forth est arrivé au port militaire d’East Cove dans les îles Falkland lors de son premier déploiement opérationnel, prenant la relève de son sister-ship plus âgé HMS Clyde en tant que navire de garde stationné en permanence. Avant son arrivée, il s’est exercé avec des intercepteurs Typhoon FGR4 de la Royal Air Force pour tester comment leurs systèmes pouvaient fonctionner ensemble. Dans le cadre de son déploiement, le HMS Forth était en attente pour aider les autorités de l’île dans tout événement, des cérémonies officielles aux urgences. Son soutien s’est également étendu à la Géorgie du Sud et aux îles Sandwich du Sud voisines. Le 21 avril 2021, le HMS Forth s’est rendu sur l’île Tristan da Cunha et a livré suffisamment de doses de vaccin Oxford-AstraZeneca contre la Covid-19 pour que toute la population de l’île soit complètement vaccinée.